# Art Nouveau

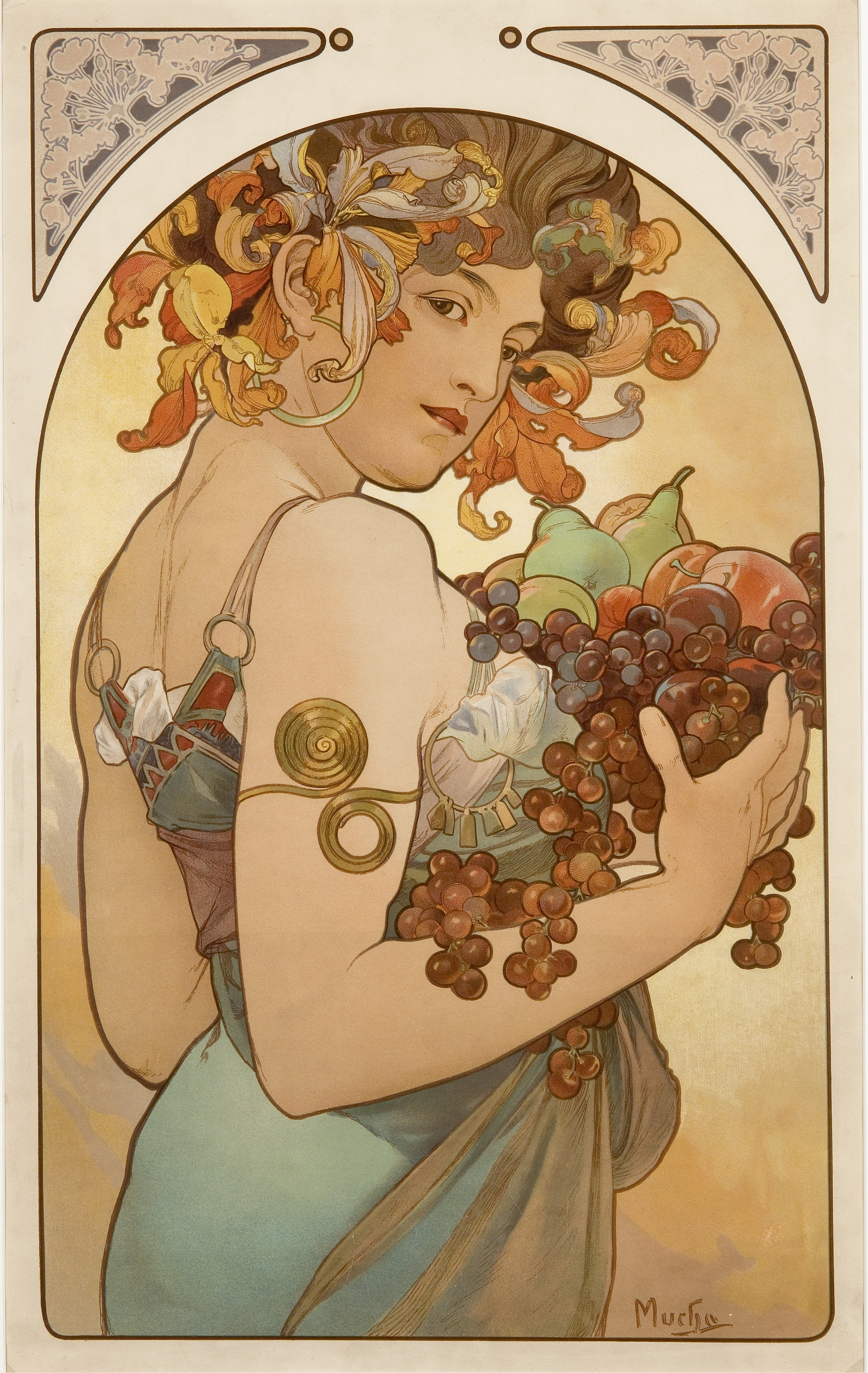
Alfons Mucha, Frutta (1897; Praga, Museo Mucha).

L'Art Nouveau, e le sue declinazioni assimilate in Italia allo stile floreale o stile Liberty o (soprattutto all'epoca) arte nuova, fu un movimento artistico e filosofico che si sviluppò tra la fine dell'800 e il primo decennio del 1900 e che influenzò le arti figurative, l'architettura e le arti applicate. Il movimento artistico ebbe massima diffusione durante l'ultimo periodo della cosiddetta Belle Époque.
Il nome Art Nouveau ("arte nuova") fu coniato in Francia, nazione nella quale il movimento era noto anche come Style Guimard, Style 1900 o École de Nancy (per gli oggetti d'arte); anche in Gran Bretagna fu noto come Art Nouveau insieme con le definizioni in lingua di Modern Style o Studio Style, mentre in Germania prese il nome di Jugendstil (stile giovane), in Austria Sezessionstil (Secessione), nei Paesi Bassi Nieuwe Kunst (traduzione di Art Nouveau in olandese), in Polonia Secesja, in Svizzera Style sapin o Jugendstil, in Serbia e Croazia Secesija, in Russia Modern e, in Spagna, Arte Joven (arte giovane), o più frequentemente, Modernismo. In Italia il movimento artistico assunse dapprima il nome di arte nuova e successivamente di stile floreale o stile Liberty.

## Storia

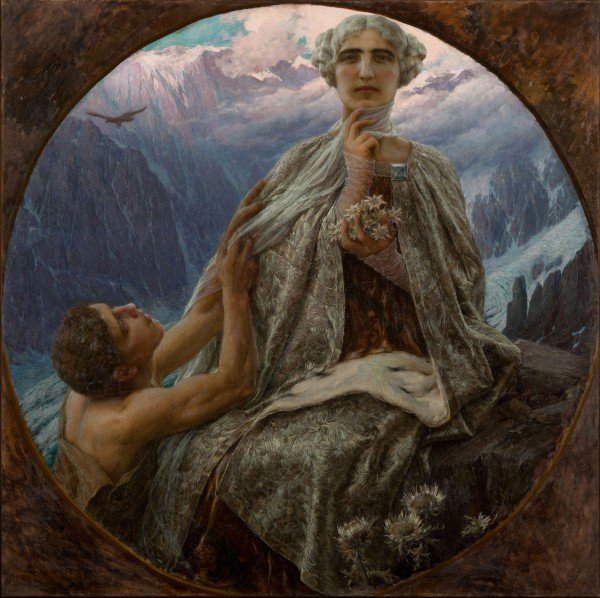
Cesare Saccaggi, La vetta o La regina dei ghiacci (1898 circa; Tortona, Cassa di Risparmio).

L'espressione «Art Nouveau» fu utilizzata per la prima volta da Edmond Picard nel 1894 nella rivista belga L'Art moderne per qualificare la produzione artistica di Henry van de Velde. Tuttavia il nome era stato coniato dallo stesso Henry van de Velde insieme con i suoi connazionali Victor Horta, Paul Hankar e Gustave Serrurier-Bovy.
(Henry van de Velde)
L'Art Nouveau si configurò come stile ad ampio raggio, che abbracciava i più disparati campi come architettura, decorazione d'interni ed esterni, gioielleria, mobilio e tessuti, utensili e oggettistica, illuminazione, arte funeraria.
Il movimento trae le sue origini dai principi del movimento anglosassone delle Arts and Crafts, che aveva posto l'accento sulla libera creazione dell'artigiano come unica alternativa alla meccanizzazione e alla produzione in serie di oggetti con poco valore estetico. L'Art Nouveau, rielaborando questi assunti, aprì la strada al moderno design e all'architettura moderna.
Un punto importante per la diffusione di quest'arte fu l'Esposizione svoltasi a Parigi nel 1900, nella quale il nuovo stile trionfò in ogni campo. Ma il movimento si diffuse anche attraverso altri canali: la pubblicazione di nuove riviste, come L'art pour tous, e l'istituzione di scuole e laboratori artigianali.
A Bruxelles, dove si ebbero le prime manifestazioni mature del nuovo movimento, ebbero un ruolo importante l'ambiente socialista e l'esigenza di uscire dall'ombra della grande e lontana Parigi.
L'Art Nouveau, con le grandi esposizioni, si affermò rapidamente nelle grandi capitali come Parigi, dove l'architetto Hector Guimard progettò le stazioni per la metropolitana, Berlino, dove nel 1898 nacque la Secessione attorno alla figura di Munch, e Vienna, dove gli architetti della Secessione diedero un nuovo aspetto alla città. Il nuovo stile si affermò tuttavia anche nelle città di provincia più dinamiche, dove assunse un carattere più spiccatamente antiaccademico con elementi di ribellione e provocazione. A Monaco, Darmstadt e Weimar in Germania le secessioni spesso assunsero una sfumatura antiprussiana, in contrapposizione anche allo scenografico e pomposo stile "guglielmino".
Il caso di città come Nancy, Glasgow, Chicago, è leggermente differente: sono città che subiscono in quegli anni un veloce sviluppo industriale e demografico che porta ad accogliere, nella loro espansione, le nuove tendenze artistiche. Stessa situazione per una città come Barcellona, a cui però si aggiunse il fattore nazionalistico che in un certo senso accomunò il modernismo catalano alle espressioni dello Jugendstil in Finlandia.

Inoltre, benché il movimento dell'Art Nouveau si ponesse in rottura con la tradizione accademica, non furono estranei i motivi dell'arte tradizionale del posto, che furono accolti più o meno ovunque, soprattutto a Barcellona, Monaco e in Finlandia.
Tra le città italiane di maggior importanza nella storia dell'Art Nouveau si possono citare Torino, Milano e Palermo.

## Lostile modernooLibertyin Italia
Lo stile floreale ebbe la sua prima testimonianza in Italia a Palermo a fine Ottocento e nel 1902 all'Esposizione internazionale d'arte decorativa moderna di Torino, ed in generale alle esposizioni italiane di quegli anni. Tuttavia la definizione di quello stile oscillava in descrizioni diverse, denotando la grande varietà di interpretazioni stilistiche che lo stile moderno assommava in sé. Scriveva nel 1906, a margine dell'esposizione di Milano, il critico d'arte Ugo Ojetti:

Ancora, nel tentativo di dare una definizione più precisa dello stile nuovo, il professor Renzo Canella scriveva nel 1914 per Hoepli:

## Caratteristiche
L' Art Nouveau, con le sue linee ornamentali e dinamiche, costituì un autentico tentativo di riforma di vita. Questo movimento si rafforzò sulla scia di altri movimenti precedenti, primo fra tutti l'Arts and Crafts inglese; la corrente riformista volle proporsi come risposta alle conseguenze negative dell'industrializzazione, proponendo un ritorno alla natura e l'adesione a uno stile di vita sano. I movimenti riformisti trovarono fondamento ai loro principi in teorie biologiche, concezioni filosofiche della vita così come in dottrine spirituali occultiste. Da queste basi nacque il Modernismo artistico.
Nuove pubblicazioni (manifesti di mostre d'arte, periodici del settore) - come ad esempio Ver Sacrum, la rivista della Secessione Viennese, e Volné Směry (Libere Direzioni) legata all'associazione Spolek Mánes di Praga - divennero l'espressione di una trasformazione di criteri estetici. L'Art Nouveau trovò la fonte primaria dell'ispirazione nella natura, di cui gli artisti ammiravano la perfezione formale, l'aspetto sfuggente e la forza dinamica e vitale. Motivi floreali e zoomorfici si diffusero così in tutte le arti applicate: mobili, manufatti in metallo, vetri e ceramiche. Le linee sinuose e dinamiche incarnano una visione vitalistica del mondo inteso come fenomeno creativo eterno e naturale nell'ambito di una continua rigenerazione organica. Inoltre gli artisti poterono avere un approccio scientifico alla natura grazie anche al microscopio, alla microfotografia e ai raggi X.
Nei circoli artistici si diffuse un vivo interesse per la teosofia, dottrina che fonda la cognizione dei poteri spirituali occulti su uno studio comparativo dei sistemi religiosi del mondo (ispirati dalle teorie dell'occultista Helena Blavatsky). Tra i seguaci delle dottrine occultiste incontriamo il ceco Alfons Mucha e gli artisti Simbolisti del gruppo Sursum. Attraverso le scienze esoteriche e le sedute spiritiche si tentava di svelare i più reconditi misteri dell'esistenza.
In questo nuovo contesto culturale, nacque anche un nuovo senso dell'indipendenza e dell'emancipazione femminile, una femminilità al di fuori dei canoni, sfida al vecchio conservatorismo morale. Immagini dalla carica erotica più o meno esplicita venivano proiettate su rappresentazioni idealizzate ed eroicizzanti di cantanti d'opera o attrici famose come Sarah Bernhardt o anche cantanti e ballerine di cabaret, incarnanti l'immagine della femme fatale.

## Pittura

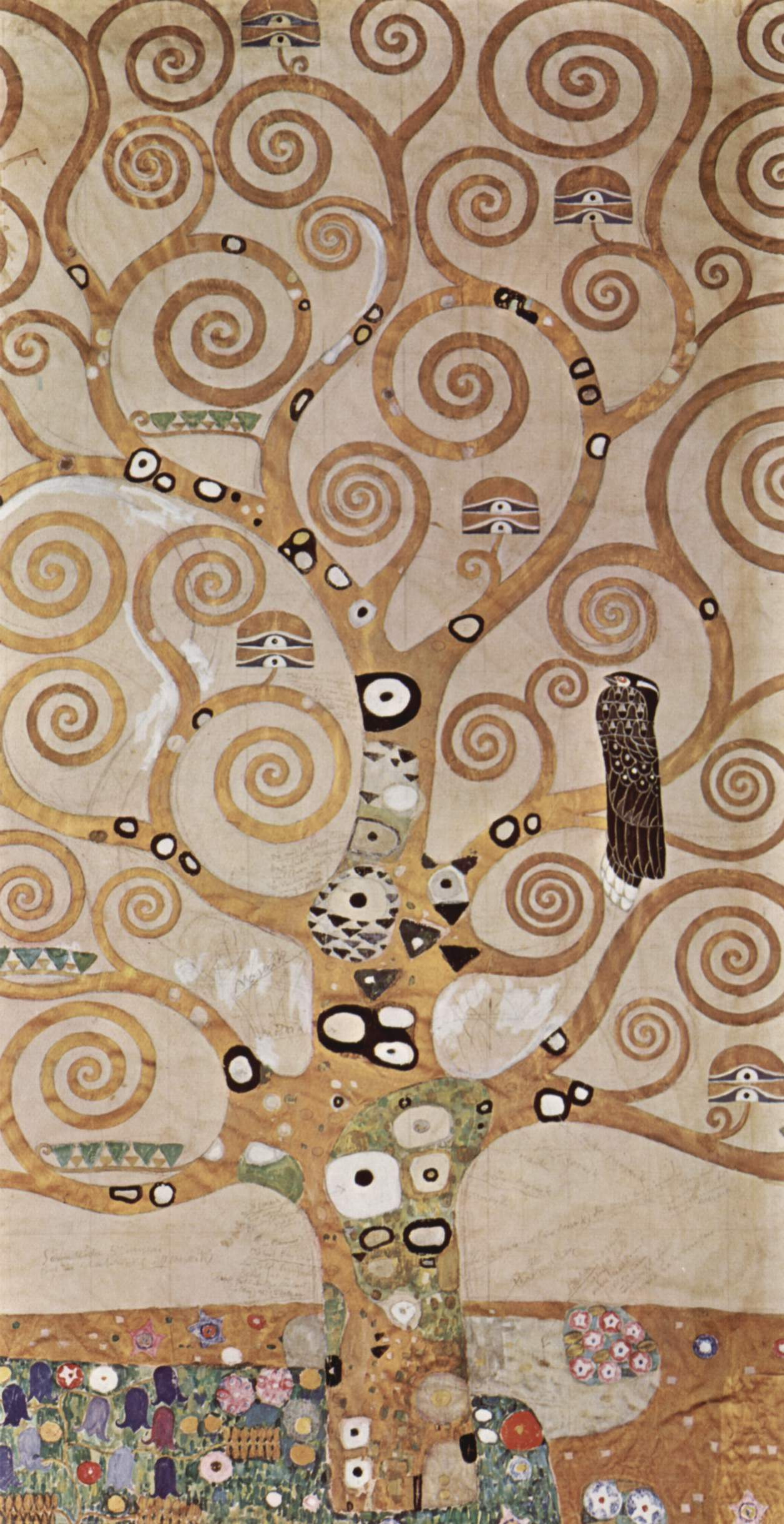
LAlbero della Vita di Gustav Klimt (1905-06; Vienna, Museo delle Arti Applicate).

Una delle caratteristiche più importanti dello stile è l'ispirazione alla natura, di cui studia gli elementi strutturali, traducendoli in una linea dinamica e ondulata, con tratto «a frusta». Semplici figure sembravano prendere vita ed evolversi naturalmente in forme simili a piante o fiori.
Come movimento artistico l'Art Nouveau possiede alcune affinità con i pittori Preraffaelliti e Simbolisti, e alcune figure come Aubrey Beardsley, Alfons Mucha, Edward Burne-Jones, Gustav Klimt e Jan Toorop possono essere collocate in più di uno di questi stili. Diversamente dai pittori simbolisti, tuttavia, l'Art Nouveau possedeva un determinato stile visivo; e al contrario dei Preraffaelliti che prediligevano rivolgere lo sguardo al passato, l'Art Nouveau si formalizzava nell'adoperare nuovi materiali, superfici lavorate, e per l'astrazione al servizio del puro design.

## Architettura
L'Art Nouveau in architettura e design degli interni superò lo storicismo eclettico che permeava l'età vittoriana. Gli artisti dell'Art Nouveau selezionarono e modernizzarono alcuni tra gli elementi del Rococò, come le decorazioni a fiamma e a conchiglia, al posto dei classici ornamenti naturalistici vittoriani. Prediligevano invece la Natura per fonte di ispirazione ma ne stilizzarono evidentemente gli elementi e ampliarono tale repertorio con l'aggiunta di alghe, fili d'erba, insetti.

In definitiva il carattere più rivoluzionario della ricerca architettonica fu la completa rinuncia all'ordine architettonico che nonostante alcuni sperimentalismi aveva conservato per tutto il XIX secolo il proprio ruolo dominante in tutto il panorama architettonico, non soltanto accademico. Tale rinuncia ebbe un carattere permanente e continuerà nel protorazionalismo e nel razionalismo.

## Design e artigianato

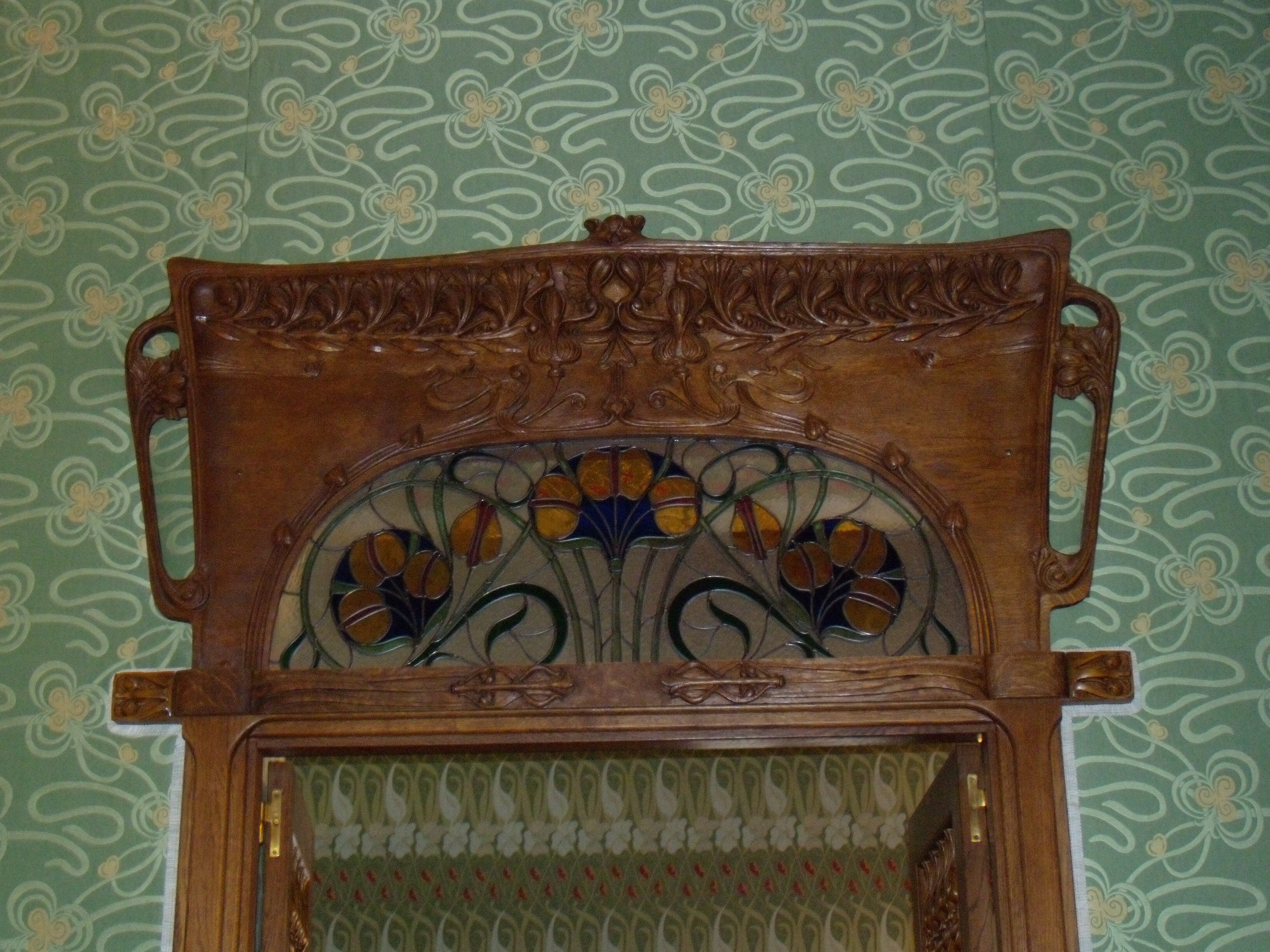
Particolare decorativo di una porta interna nel villino Florio, a Palermo.

Come per le altre forme d'arte, anche per design e artigianato dominano le forme organiche, le linee curve, gli ornamenti a predilezione vegetale o floreale. Le immagini orientali, soprattutto le stampe giapponesi, con forme altrettanto curvilinee, superfici illustrate, vuoti contrastanti, e l'assoluta piattezza di alcune stampe, furono un'importante fonte di ispirazione. Alcuni tipi di linee e curve divennero dei cliché, poi adoperati dagli artisti di tutto il mondo. Altro fattore di grande importanza è che l'Art Nouveau -interpretando appieno il periodo di innovazione tecnologica ed industriale- non rinnegò l'uso dei macchinari come accadde in altri movimenti contemporanei come quello di Arts and Crafts, ma questi vennero usati e integrati nella creazione dell'opera. In termini di materiali adoperati la fonte primaria furono certamente il vetro e il ferro battuto, anch'essi simbolo della modernità, portando a una vera e propria forma di scultura e architettura.
Nel settore dell'arredo e della produzione di mobili si distinsero i francesi Eugène Vallin, Hector Guimard, Louis Majorelle, l'austriaco Josef Hoffmann, l'italiano Carlo Bugatti, lo scozzese Charles Rennie Mackintosh, lo spagnolo Antoni Gaudí, unitamente ai già citati belgi Victor Horta, Paul Hankar, Gustave Serrurier-Bovy, Henry van de Velde le cui opere influenzarono una più vasta platea di ebanisti attivi a livello locale (Auguste Metgé, ecc.).

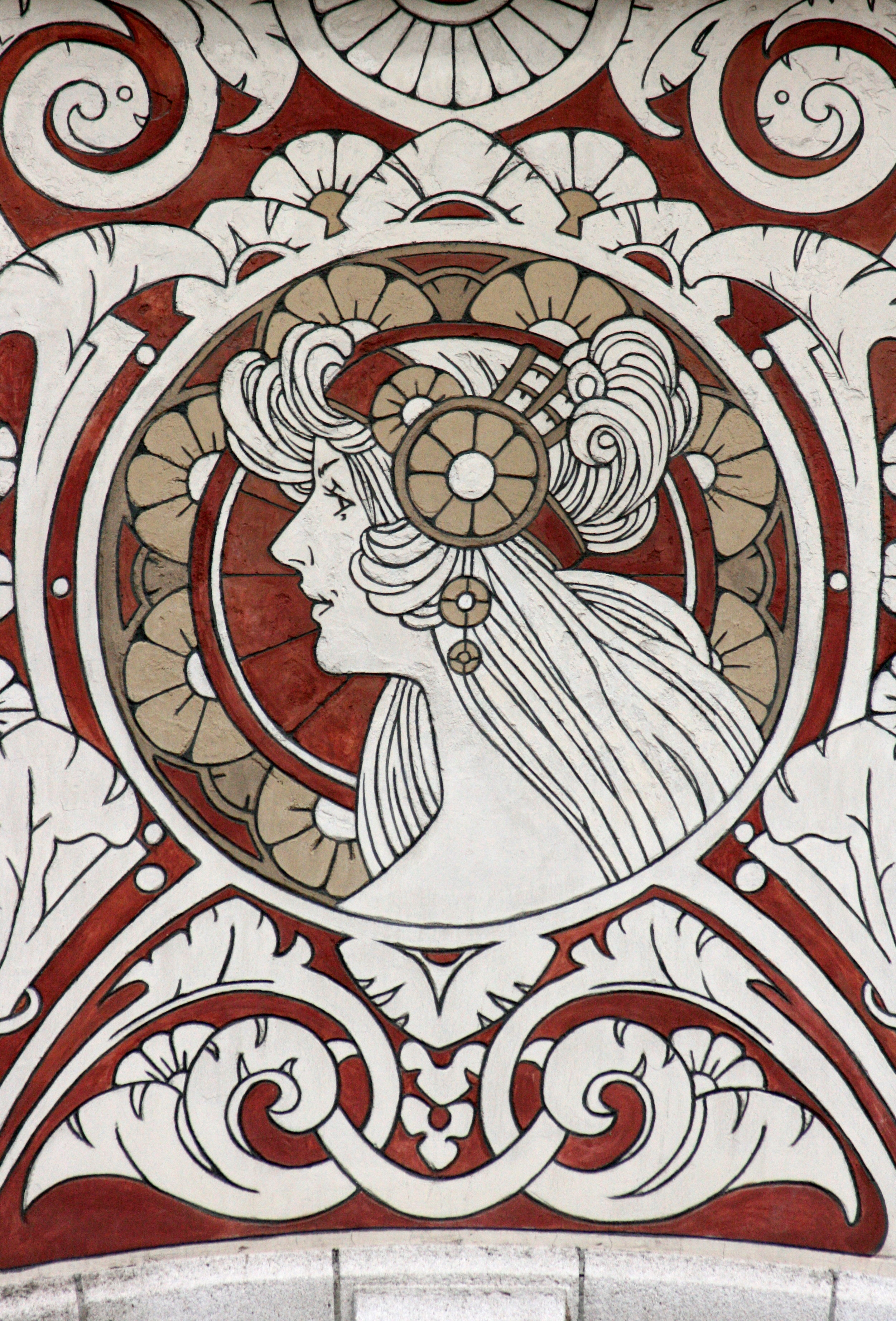
Decorazione. Privat-Livemont, graffito su un edificio di Bruxelles, c. 1900.

Anche in Italia il Liberty si affermò nel disegno degli arredi; all'Esposizione internazionale di Milano del 1906 furono presentate numerose soluzioni di arredamento anche per alberghi che Ercole Arturo Marescotti descriveva così: «Come stile predomina il nouveau, camuffato talvolta in Enrico II, innestato al Liberty con una leggera punta al floreale. Questo nouveau style si attaglia certo ottimamente agli arredi degli alberghi, come pare in trionfo nei Comitati delle esposizioni italiane. Certo non richiede studi soverchi in disegnatori, genialità di scultori in legno, dovizia di legname. Ha un’apparenza simpatica, piacevole, gaia. Viola serenamente le antiche leggi di armonia e di statica, ma non ve lo fa capire. Il canterano scivola verso l'armadio e vi si fonde; le gambe dei tavolini disegnano dogli Y e delle K, allarmandosi sulla loro stabilità, ma l’aria circola liberamente e la polvere non si arresta e feconda parassiti in troppo classici rabeschi».
La lavorazione del vetro fu un campo in cui questo stile trovò una libera e grandiosa forma espressiva come i lavori di Louis Comfort Tiffany a New York o di Émile Gallé e i fratelli Daum a Nancy in Francia.

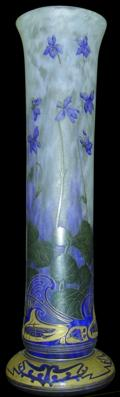
Un vaso di Daum c. 1900.

In gioielleria l'Art Nouveau ne rivitalizzò l'arte, con la natura come principale fonte di ispirazione, arricchita dai nuovi livelli di virtuosismo nella smaltatura e nell'introduzione di nuovi materiali, come opali o pietre semipreziose. L'aperto interesse per l'arte giapponese e l'ancora più specializzato entusiasmo per la loro abilità nella lavorazione dei metalli, promosse nuove tematiche e approcci agli ornamenti. Per i primi due secoli l'accento fu posto sulle gemme, specialmente sul diamante, e il gioielliere o l'orafo si occupavano principalmente di incastonare pietre, per un loro vantaggio puramente economico. Ma ora stava nascendo un tipo di gioielleria completamente differente, motivato più da un artista-designer che da un gioielliere in sola qualità di incastonatore di pietre preziose.
Furono i gioiellieri di Parigi e Bruxelles che crearono e definirono l'Art Nouveau in gioielleria, e fu in queste città che vennero creati gli esempi più rinomati. La critica francese dell'epoca fu concorde nell'affermare che la gioielleria stava attraversando una fase di trasformazione radicale, e che il disegnatore di gioielli francese René Lalique ne era il fulcro. Lalique glorificò la natura nella sua arte, estendendone il repertorio per includere nuovi aspetti — libellule o erba—, ispirati dall'incontro tra la sua intelligenza e l'arte giapponese.
I gioiellieri si dimostrarono molto acuti nel richiamarsi con il nuovo stile a una nobile tradizione guardando indietro, al Rinascimento, con i suoi monili in oro lavorato e smaltato, e la visione del gioielliere come artista prima che artigiano. Nella maggior parte delle opere di quel periodo le pietre preziose retrocessero in un secondo piano. I diamanti furono per lo più utilizzati con un ruolo secondario, accostati a materiali meno noti come il vetro, l'avorio e il corno.

## Letteratura e musica
Nel campo letterario, i caratteri più importanti sono: il preziosismo, l'esotismo, l'allusione a mondi del passato, a civiltà ormai scomparse (il Medioevo cavalleresco; le corti dei re Luigi in Francia; le monarchie orientali come quella cinese e quella giapponese; o luoghi immaginari), l'opposizione al positivismo e l'interesse verso la teosofia. Nella narrativa, rigetta il realismo optando per la novella storica e il racconto di esperienze di allucinazioni e pazzia, sotto l'influenza anche della psicoanalisi, per la descrizione di raffinati ambienti di Boemia, introducendo il personaggio della donna fatale che conduce gli uomini al piacere e alla morte.
In questa direzione si colloca anche l'esperienza musicale wagneriana, che soprattutto nel dramma mistico Parsifal, sua ultima opera, successiva alla tetralogia de L'anello del Nibelungo, preannuncia i caratteri dell'Arte Nuova, sia come linguaggio musicale, sia come soggetto, che come scenografia. Alcuni critici quali Rubens Tedeschi e alcuni libri come il Dizionario dell'Opera di Piero Gelli affermano che la suggestione scenografica del secondo atto (il giardino di Klingsor) influenzò in qualche modo la nascita del cosiddetto “stile floreale”. Come scrisse Claude Debussy - che pochi anni più tardi si distinse come protagonista sulla scena musicale dell'Art Nouveau e dell'Impressionismo - «il Parsifal è uno dei più bei monumenti sonori che siano stati elevati alla gloria della musica».

## Patrimoni dell'umanità dell'UNESCO
Vari monumenti Liberty, grazie al loro valore culturale, sono stati riconosciuti dall'UNESCO nell'elenco dei patrimoni dell'umanità: il centro storico di Riga, con «la più bella collezione di edifici Art Nouveau in Europa», nella lista per la «qualità e quantità della sua architettura Art Nouveau/Jugendstil»; quattro delle case di Bruxelles progettate da Victor Horta come «opere del genio creativo umano», «esempi eccezionali di arte e architettura Liberty che brillantemente illustrano il passaggio dal XIX al XX secolo di arte, pensiero e società»; e i lavori di Antoni Gaudí. Alcune testimonianze, anche notevoli, di arte e architettura floreale, sono presenti in altri beni mondiali inclusi dall'UNESCO, tra i numerosi centri storici di Istanbul, Venezia,  Napoli, Roma,  Firenze,  Siracusa, Rio de Janeiro, Città del Messico, Praga, Graz, Riga, Cracovia, Salisburgo, L'Avana, Porto, Tbilisi, Salamanca, Valparaíso e San Pietroburgo.

## Réseau Art Nouveau Network
Réseau Art Nouveau Network (RANN) è stata fondata nel 1999, dietro proposta del dipartimento dei siti storici e dei monumenti della regione di Bruxelles, da città europee con un ricco patrimonio Art Nouveau. Impresa e impegno sono i principali tratti distintivi della Rete; oltre a sostenere un approccio rigorosamente scientifico, mira a informare e sensibilizzare il grande pubblico sul significato culturale e sulla dimensione europea del patrimonio dell’art nouveau.
Nel 2022 la rete è composta dalle seguenti città europee:
Vienna, Bruxelles, Mons, Parigi, Nancy, Bad Nauheim, Darmstadt, Wiesbaden, Budapest, Seghedino, Palermo, Riga, Ålesund, Aveiro, Oradea, Subotica, Lubiana, Alcoi, Barcellona, Terrassa, La Chaux-de-Fonds.
L'unica città extraeuropea è L'Avana.

## Riviste

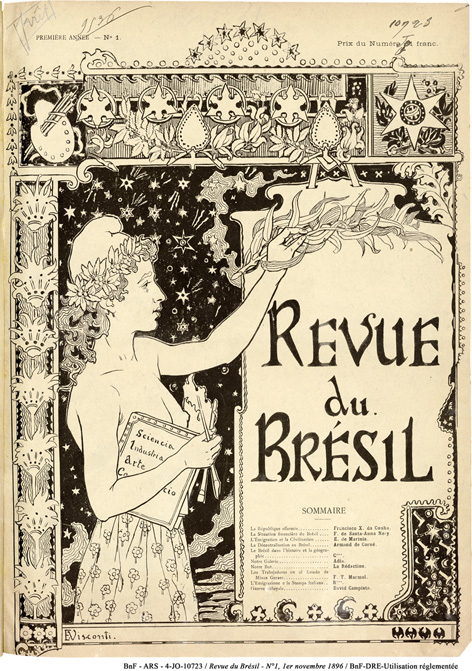
Revue du Brésil - 1896.

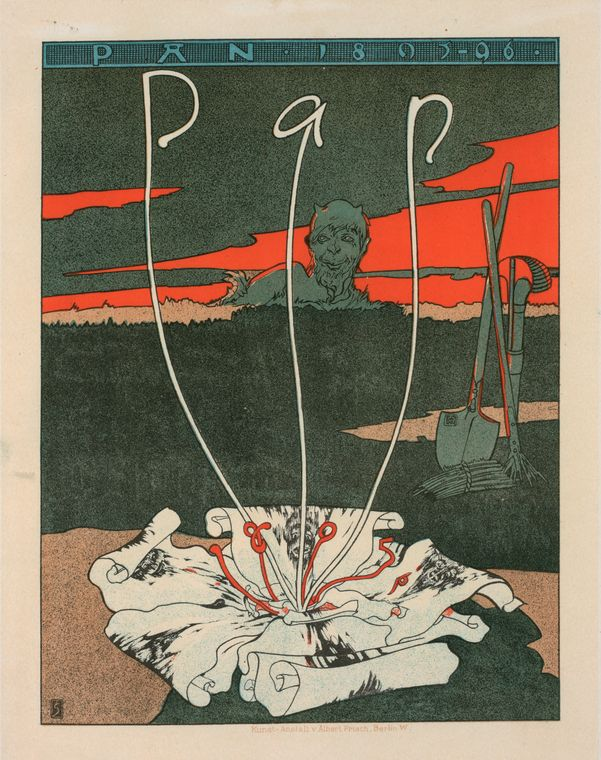
Copertina della rivista berlinese Pan.

- L'art moderne, Bruxelles, dal 1881;
- La revue blanche, Parigi, 1889-1903;
- Jugend, Monaco di Baviera, 1892-1940;
- The Studio, Londra, dal 1893;
- Van Nu en Straks, Bruxelles, 1893-1901;
- The Chap-Book, Chicago, 1894-1898;
- Pan, Berlino, 1895-1900;
- Revue du Bresil - France, 1896-1900;
- Emporium, Bergamo, 1895-1964;
- Simplicissimus, Monaco di Baviera, 1896-1944;
- Ver Sacrum, Vienna, 1898-1903;
- Mir iskusstva, San Pietroburgo, 1899-1904;
- Joventut, Barcellona, 1900-1906;
- Novissima, albo d'arti et lettere, Milano, 1901-1910;
- L'Assiette au Beurre, Parigi, 1901-1912;
- La Sicile illustrée, Palermo, 1904-1911.

## Principali esponenti dell'Art Nouveau

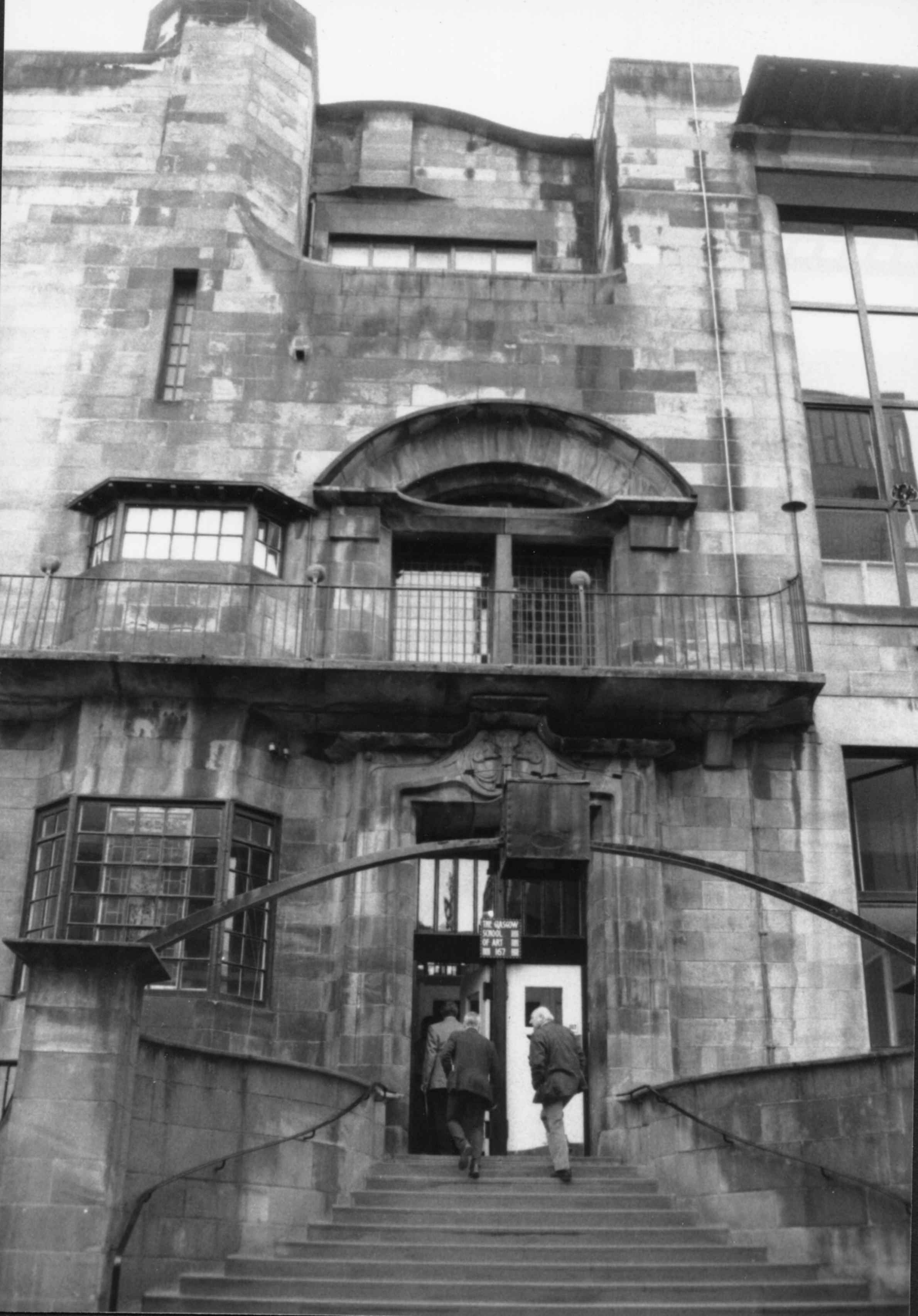
Architettura. Charles Rennie Mackintosh, Scuola d'Arte di Glasgow, 1897-1909.

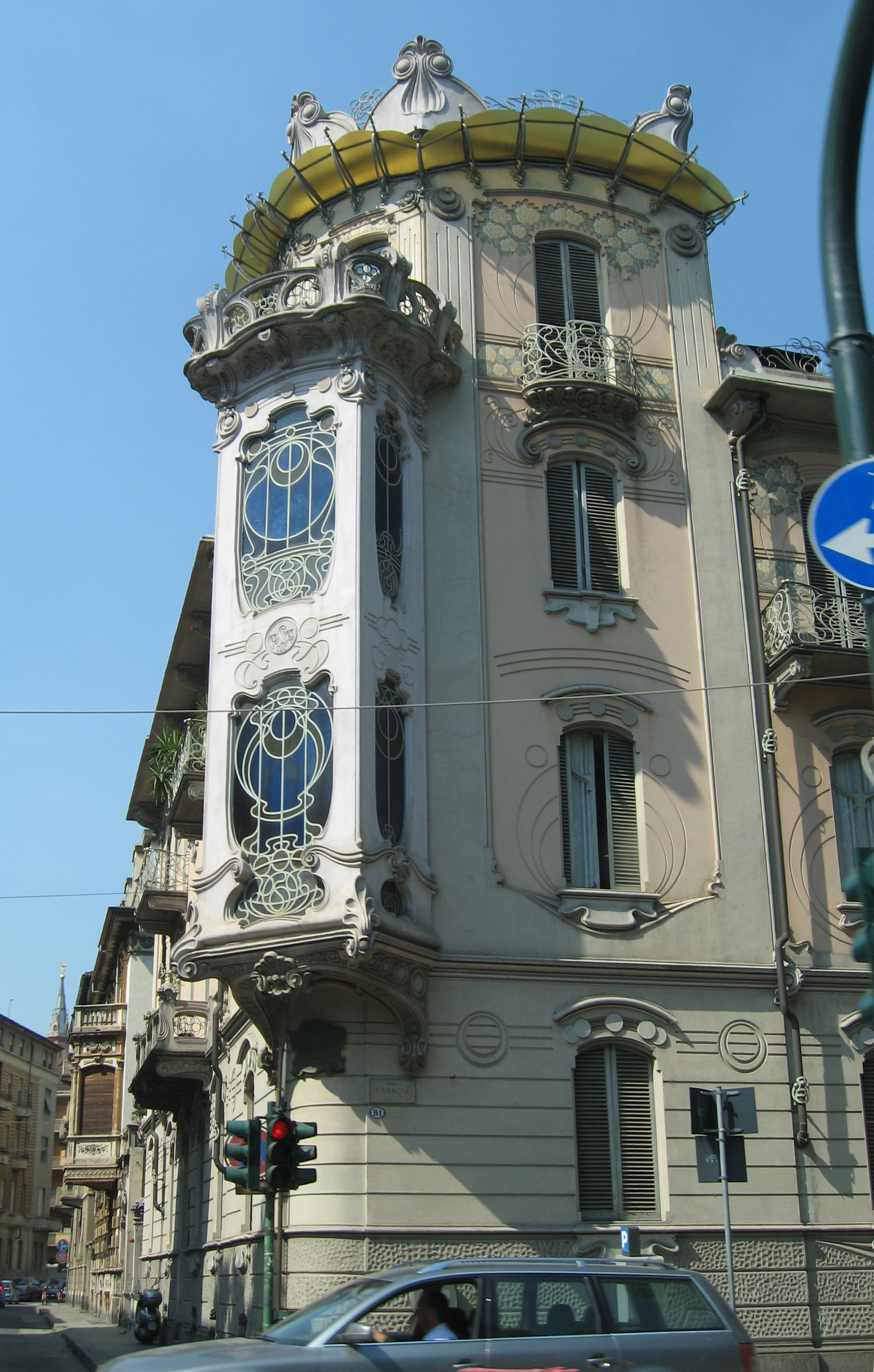
Architettura. Pietro Fenoglio, Casa Fenoglio-Lafleur (1902) a Torino, 1902.

Tra i protagonisti dell'Art Nouveau è possibile citare:

### Architettura
- Raimondo D'Aronco (1857-1932)
- Pietro Fenoglio (1865-1927)
- Ernesto Basile (1857-1932)
- Giovanni Battista Bossi (1864-1924)
- Émile André (1871-1933)
- Jules Brunfaut (1852-1942)
- August Endell (1871-1925)
- Antoni Gaudí (1852-1926)
- Hector Guimard (1867-1942)
- Josef Hoffmann (1870-1956)
- Victor Horta (1861-1947)
- Charles Rennie Mackintosh (1868-1928)
- Giuseppe Sommaruga (1868-1928)
- Gino Coppedè (1866-1927)
- Louis Sullivan (1857-1917)
- Otto Wagner (1841-1918)
- Joseph Maria Olbrich (1867-1908)
- Michail Osipovič Ėjzenštejn (1867-1921)
- Silvio Gambini (1877-1948)
- Jean-Émile Resplandy (1866-1928)
- Vladislav Gorodetsky (1863-1930)
- Henry van de Velde (1863–1957)
- Gavriil Baranovskiy (1860-1920)
- Virginio Colombo (1885–1927)
- Josef Fanta (1856-1954)
- Waldemar Wilenius (1868–1940)
- Ödön Lechner (1845–1914)

### Pittura, illustrazione, grafica, pubblicità
- Aubrey Beardsley (1872-1898)
- Pierre Bonnard (1867-1947)
- Mario Borgoni (1869-1936 circa)
- William Bradley (1868-1962)
- Walter Crane (1845-1915)
- Adolfo De Carolis (1874-1928)
- Ettore De Maria Bergler (1850-1938)
- Eugène Grasset (1841-1917)
- Ferdinand Hodler (1853-1918)
- Adolf Hohenstein (1854-1928)
- Gustav Klimt (1862-1918)
- Fernand Khnopff (1858-1921)
- Karl Wilhelm Diefenbach (1851–1913)
- Melchior Lechter
- Privat-Livemont (1861-1936)
- Giovanni Maria Mataloni (1869-1944)
- Frances Macdonald (1873-1921)
- Margaret Macdonald Mackintosh (1865-1933)
- Alfons Mucha (1860-1939)
- Théophile Alexandre Steinlen (1859-1923)
- Aleardo Terzi (1870-1943)
- Jan Toorop (1858-1928)
- Eliseu Visconti (1866-1944)
- Edmund Dulac (1882-1953)
- Marcello Dudovich (1878-1962)
- Leopoldo Metlicovitz (1868-1944)
- Archibald Knox (1864-1933)
- Salvatore Gregorietti (1870-1952)
- Cesare Saccaggi (1868-1934)
- Alberto della Valle (1851-1928)
- Winsor McCay (1869-1934)[28]

### Mobili, arredamento, interni
- Ernesto Basile (1857-1932)
- Vittorio Ducrot (1867-1942)
- Carlo Bugatti (1856-1940)
- Eugène Gaillard (1862-1933)
- Louis Majorelle (1859-1926)
- Charles Plumet (1861-1928)
- Michael Thonet (1796-1871)
- Henry van de Velde (1863-1957)
- Richard Riemerschmid (1868-1957)
- Archibald Knox (1864-1933)
- Salvatore Gregorietti (1870-1952)

### Gioielli
- Tiffany & Co., azienda fondata da Charles Lewis Tiffany nel 1837 a Broadway
- Peter Carl Fabergé (1846-1920)
- Henry Vever (1854-1942)
- Theodor Fahrner (1859-1919)
- René Lalique (1860-1945)
- Alfons Mucha (1860-1939)
- Georges Fouquet (1862-1957)
- Charles Robert Ashbee (1863-1942)
- Archibald Knox (1864-1933)
- Georg Jensen (1866-1935)
- Lluís Masriera (1872-1958)

### Lavorazione del vetro
- Daum - famiglia di artisti vetrai (Auguste, Antonin, Jean e Paul)
- François Décorchemont (1880-1971)
- Émile Gallé (1846-1904)
- René Lalique (1860-1945)
- Louis Comfort Tiffany (1848-1933)
- Almaric Walter (1870-1959)
- Archibald Knox (1864-1933)
- Salvatore Gregorietti (1870-1952)

### Murali e mosaici
- Gustav Klimt (1862-1918)
- Privat-Livemont (1861-1936)
- Gabriele van Dievoet (1875-1934)

### Altre arti decorative
- Charles Robert Ashbee (1863-1942) - argentiere, scrittore, architetto
- Samuel Bing (1838-1905) - mercante e critico d'arte
- Galileo Chini (1873-1956) - pittore, grafico, architetto, scenografo e ceramista
- Albert Dammouse (1848-1926) - scultore, decoratore e ceramista
- Alessandro Mazzucotelli (1865-1938) - artista del ferro battuto
- Hermann Obrist (1863-1927) - ceramista e disegnatore
- Philippe Wolfers (1858-1929) - scultore, argentiere e orafo
- Archibald Knox (1864–1933) - argentiere, orafo, pittore, decoratore, grafico e ideatore di caratteri

### Letteratura contemporanea o legata all'Art Nouveau[29]

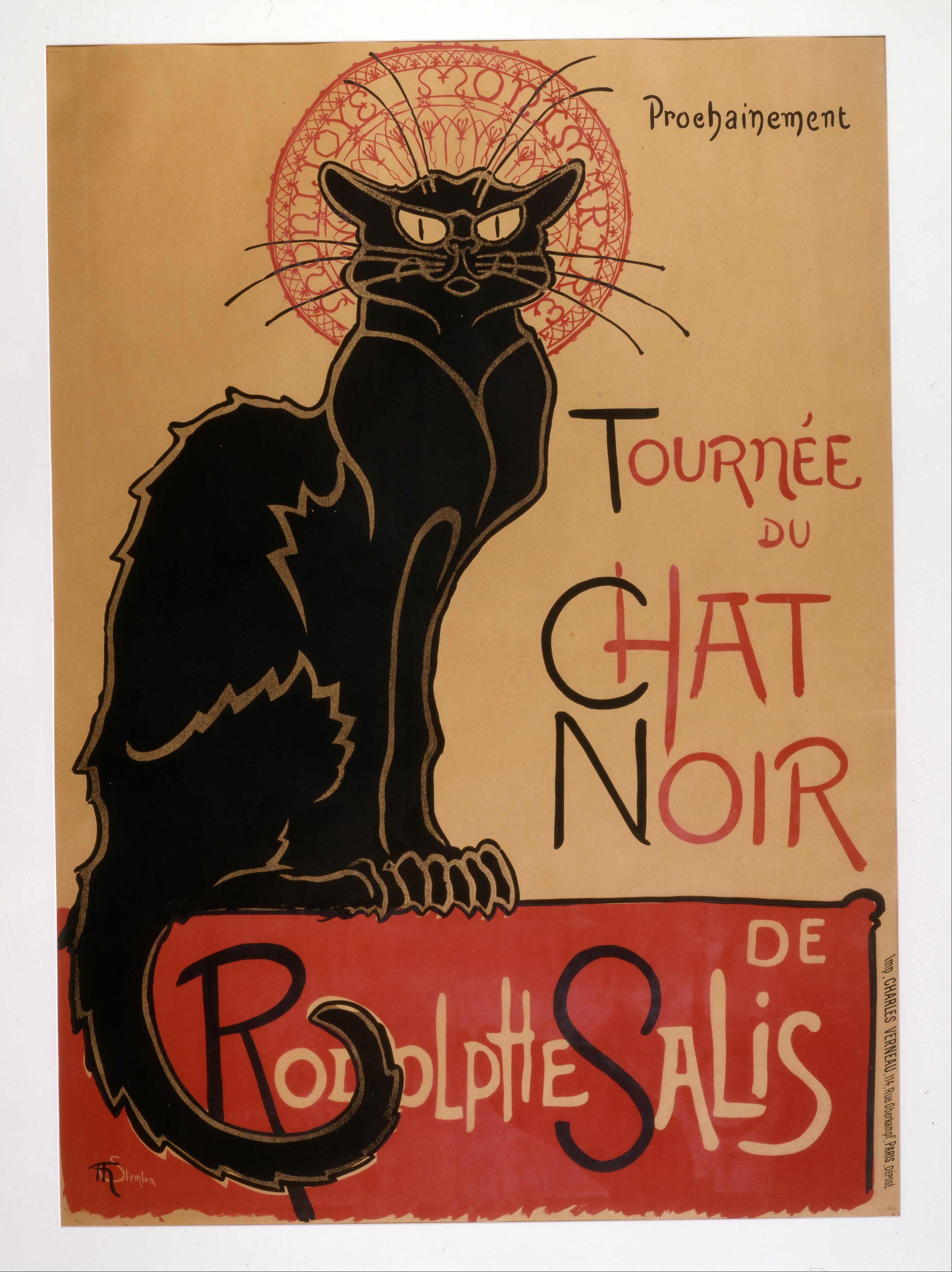
Grafica: Tournée du Chat Noir (1896), di Théophile-Alexandre Steinlen; sulla rivista pubblicò spesso le sue poesie Verlaine.

Si espresse principalmente nella fine del decadentismo e dell'estetismo, nelle avanguardie come il futurismo e l'espressionismo e sotto l'influenza della psicoanalisi di Sigmund Freud (es. il primo surrealismo in letteratura). I principali letterati influenzati dall'estetica e dallo stile artistico del periodo Nouveau furono:
- Filippo Tommaso Marinetti (iniziò come poeta Liberty in francese, prima di fondare il futurismo)
- Gabriele D'Annunzio[30] (specialmente prima della sua adesione al superomismo nietzschano, e in particolare nel Poema paradisiaco e nei romanzi)
- Paul Verlaine[30]
- Arthur Schnitzler
- Italo Svevo
- Luigi Pirandello
- Stefan Zweig
- Dino Campana
- Guillaume Apollinaire
- Franz Kafka
- Oscar Wilde
- Ernest Dowson
- I crepuscolari (es. Guido Gozzano, Sergio Corazzini, il primo Corrado Govoni e Marino Moretti)
- Giovanni Pascoli[31]
- Aldo Palazzeschi (inizialmente)[32]
- Jules Verne[33]
- Emilio Salgari
- Winsor McCay (cartonista americano, pioniere nell'ambito dei fumetti, le cui opere sono ricordate come ricche di elementi e poetica liberty)[28]

## Galleria d'immagini

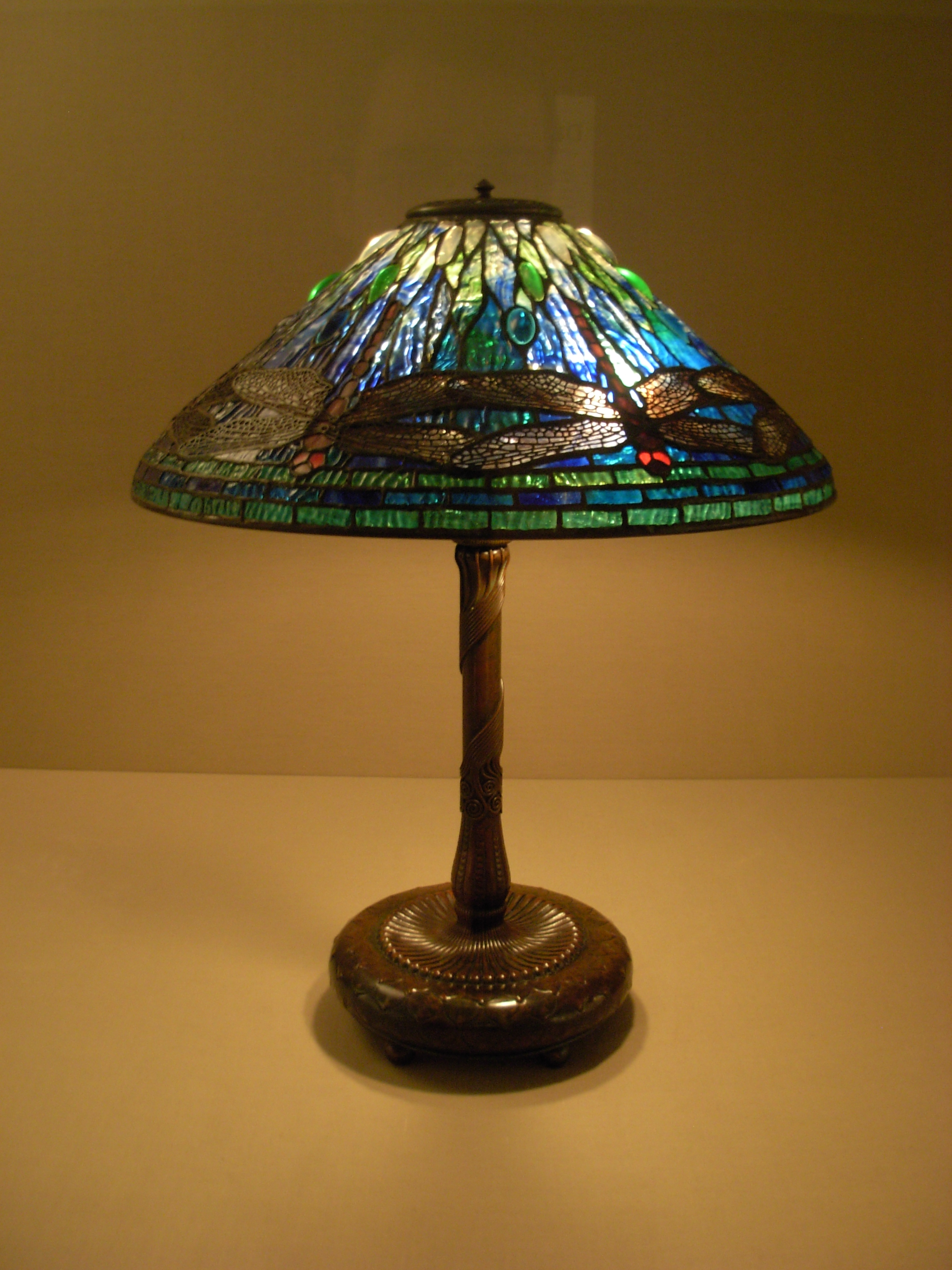
Louis Comfort Tiffany, lampada da tavolo (Carnegie Museum of Art), periodo 1899-1902.
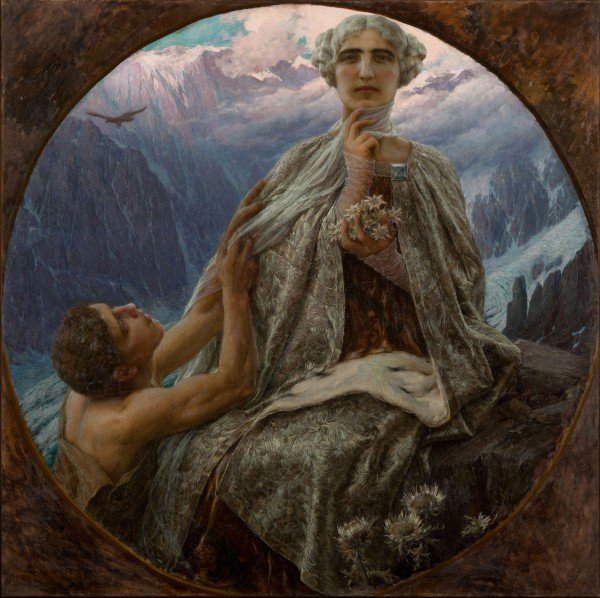
“La vetta”, opera in stile liberty di Cesare Saccaggi da Tortona.
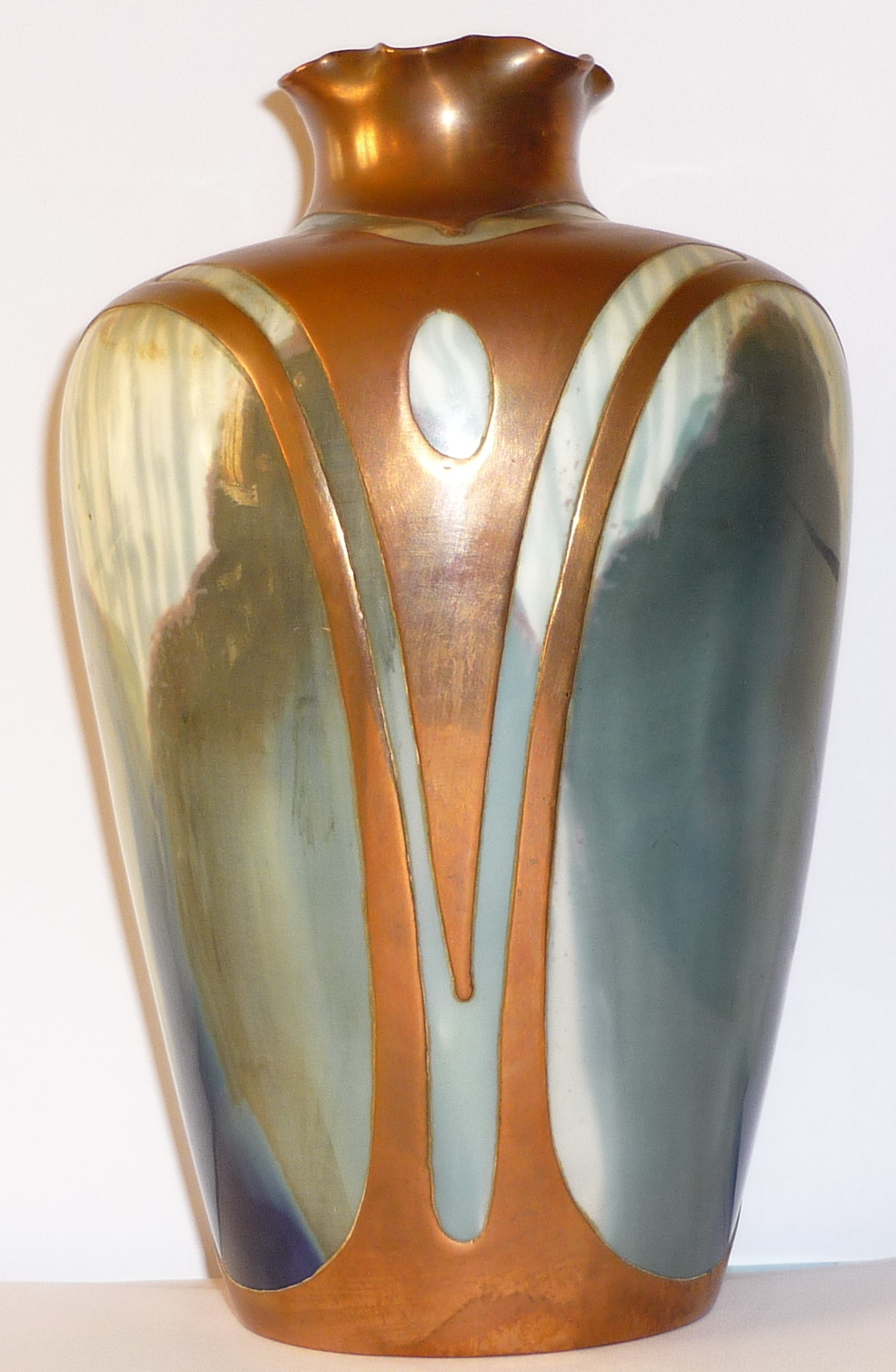
Un vaso Rosenthal.
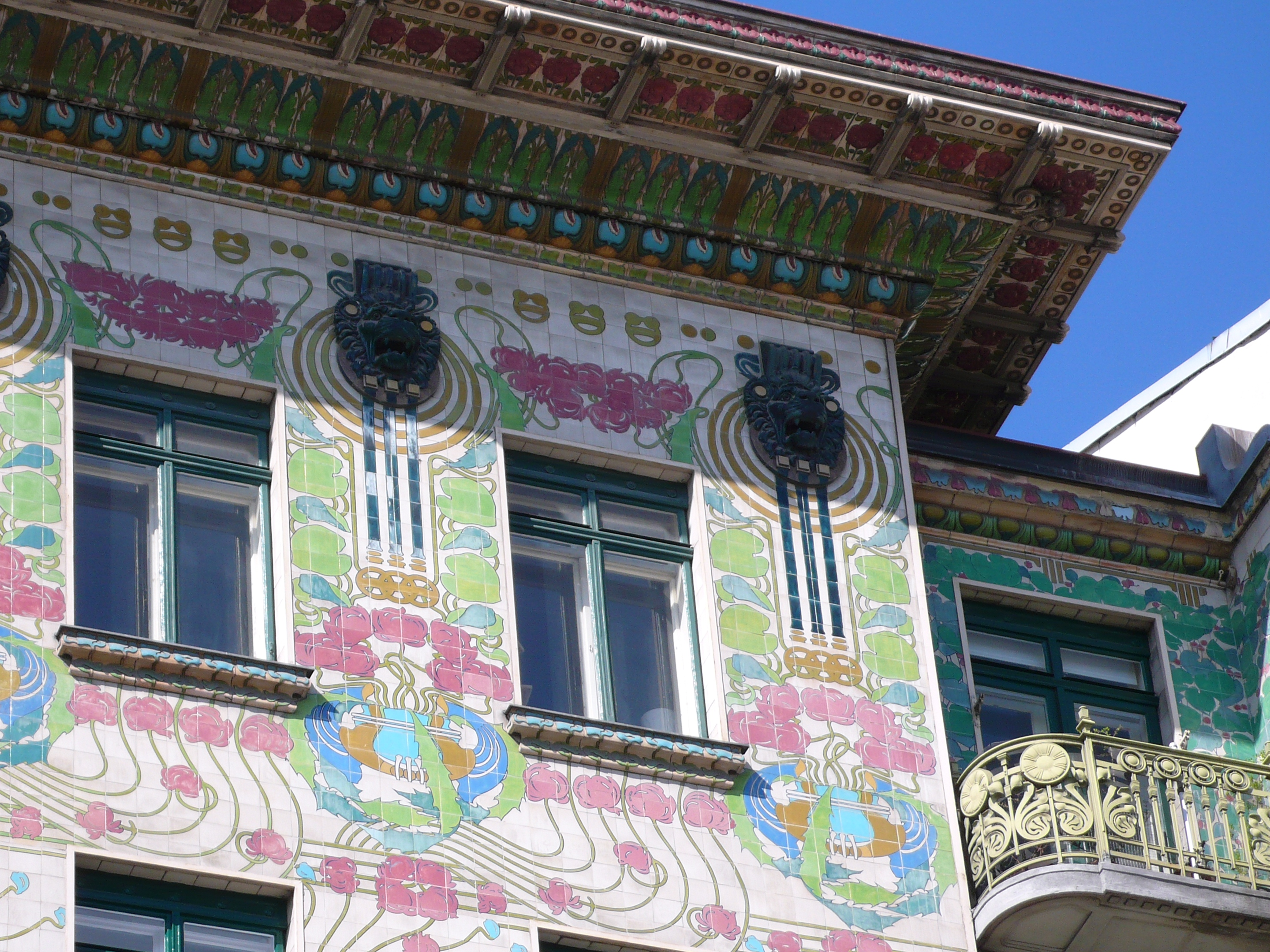
Particolare della Majolikahaus di Otto Wagner a Vienna (1898).
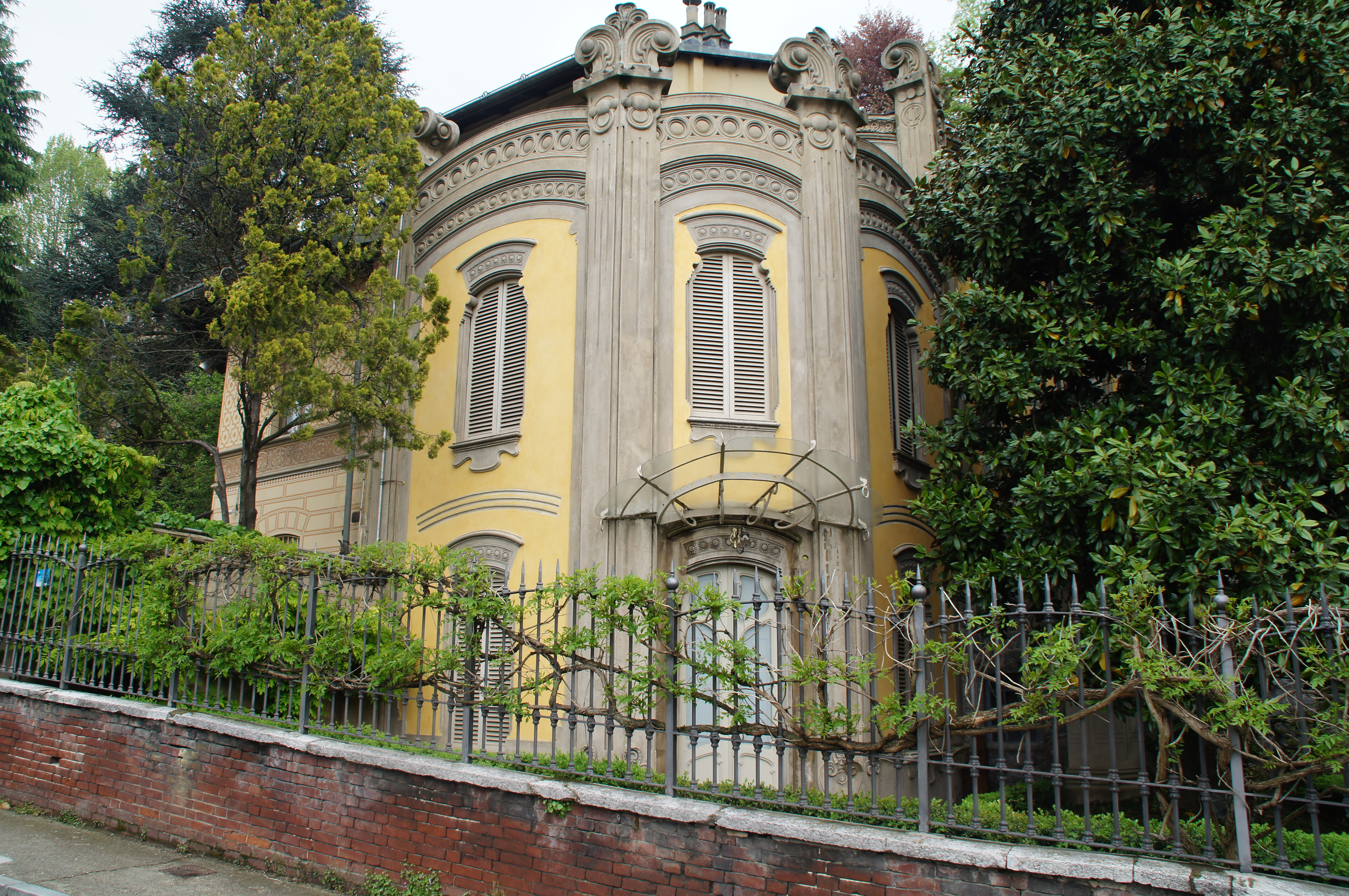
Villa Scott a Torino, di Pietro Fenoglio (1902).
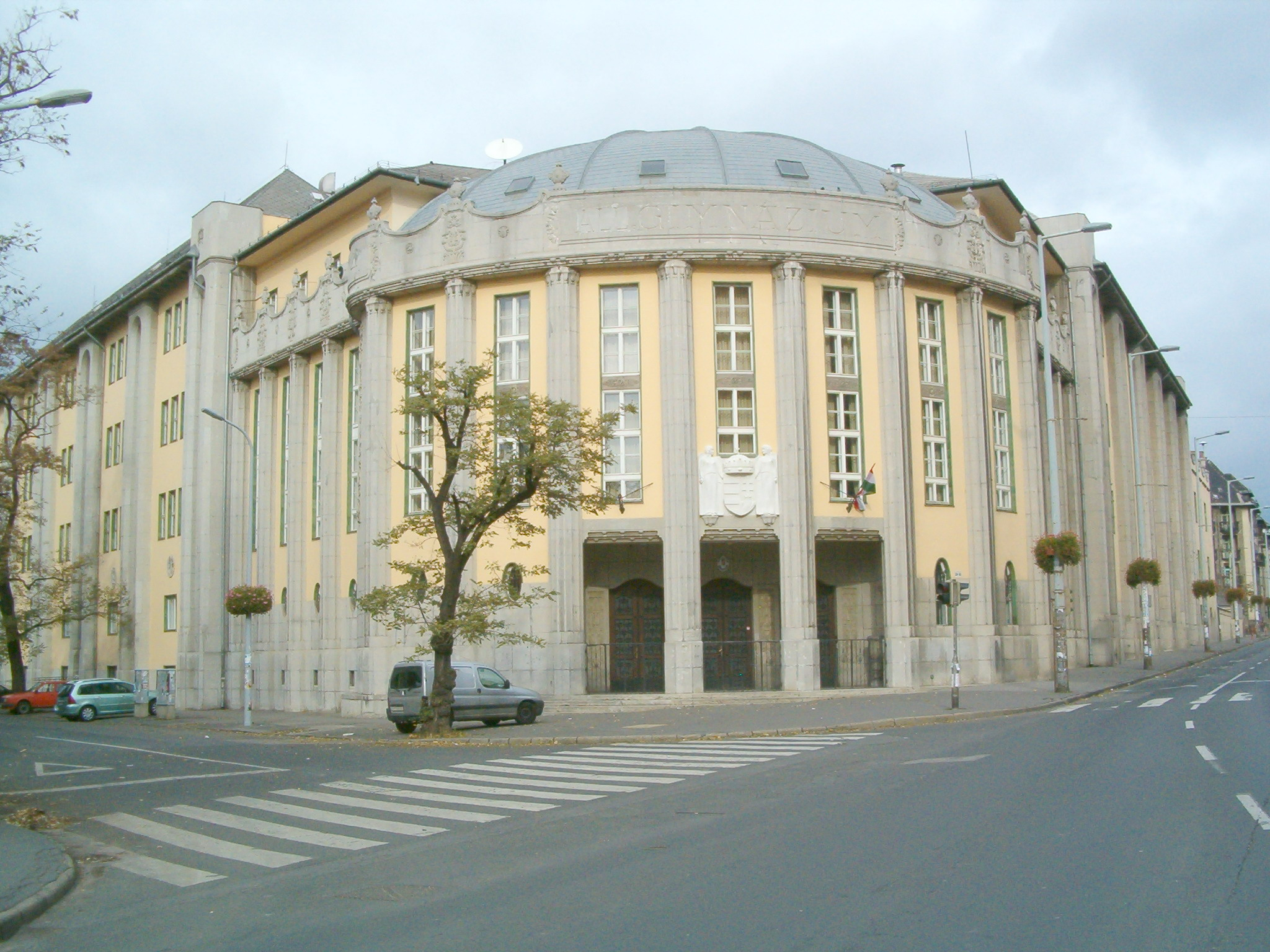
Liceo San Ladislao di Kőbánya, in Ungheria.
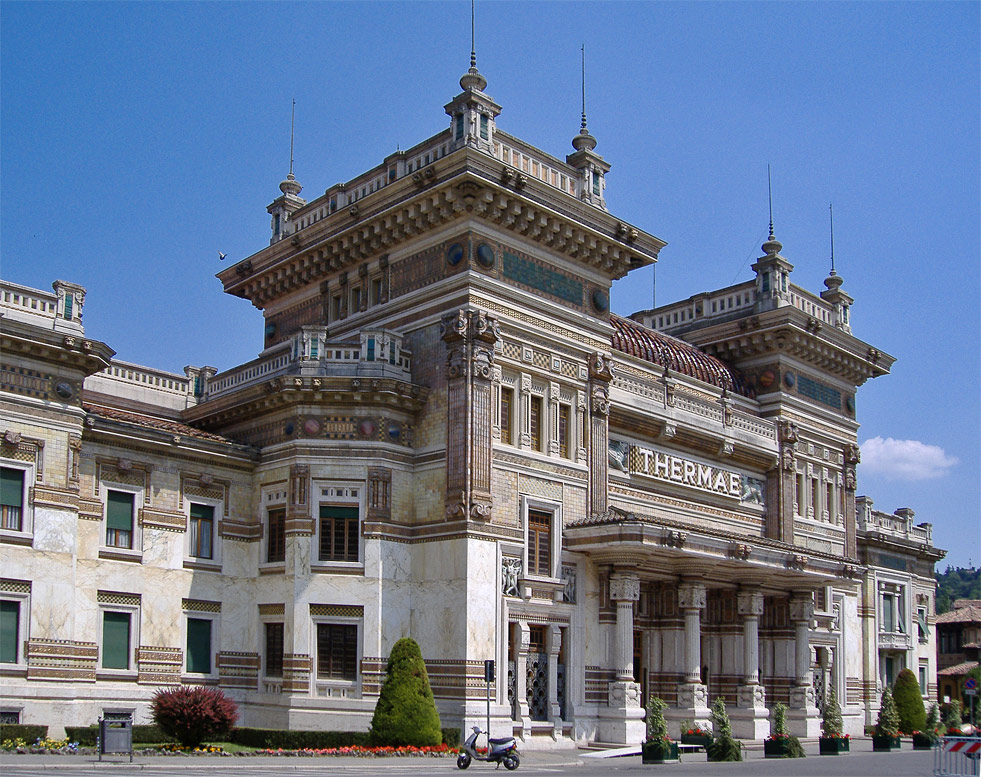
Terme Berzieri a Salsomaggiore Terme decorate da Galileo Chini.
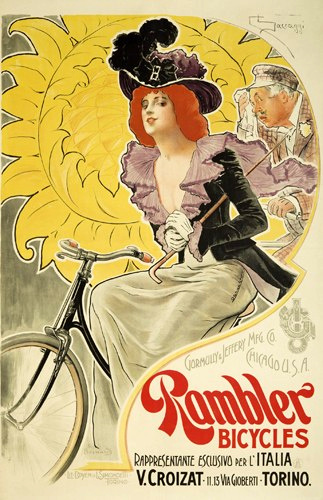
Poster pubblicitario realizzato da Cesare Saccaggi, per l'azienda delle biciclette Rambler.
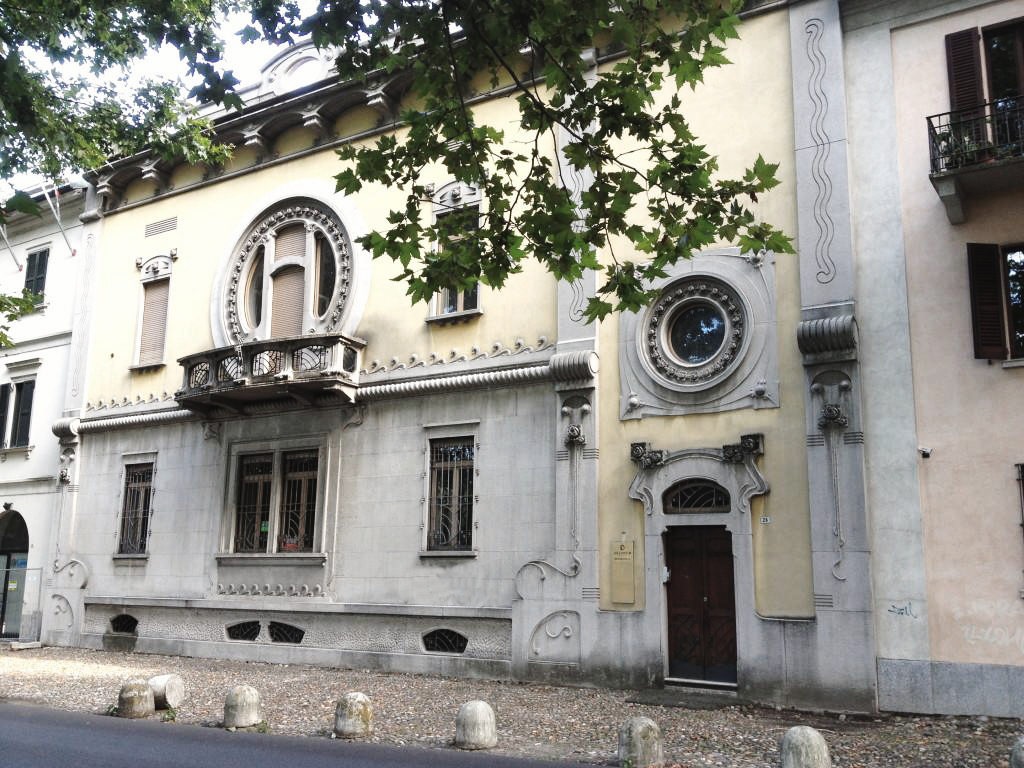
Casa Quaroni (1905), realizzata a Novara su progetto dell'ingegnere Rosina, parente di Otto Wagner.
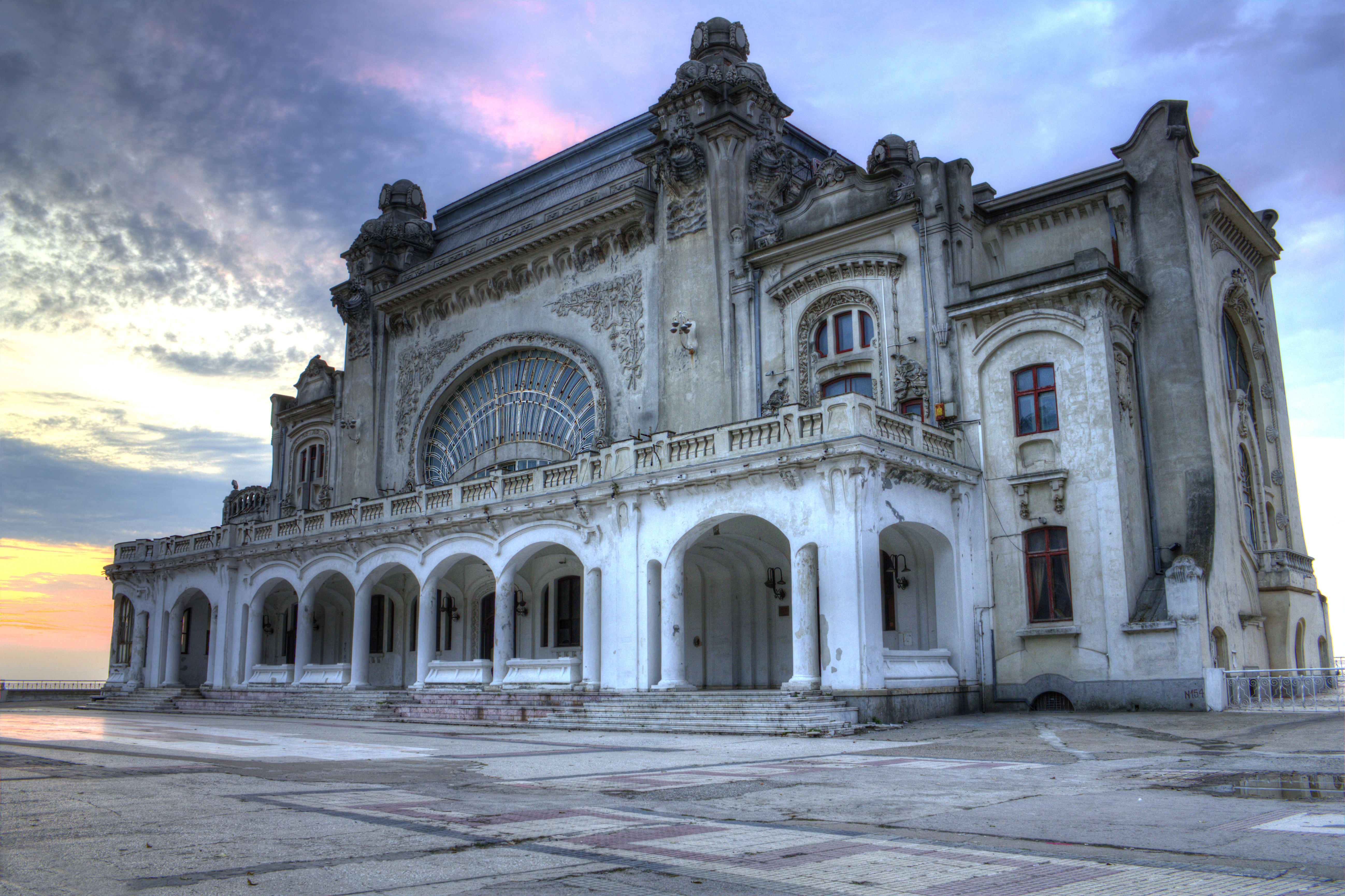
Il Casinò di Costanza in Romania (1910)